# أشعار الإيدا

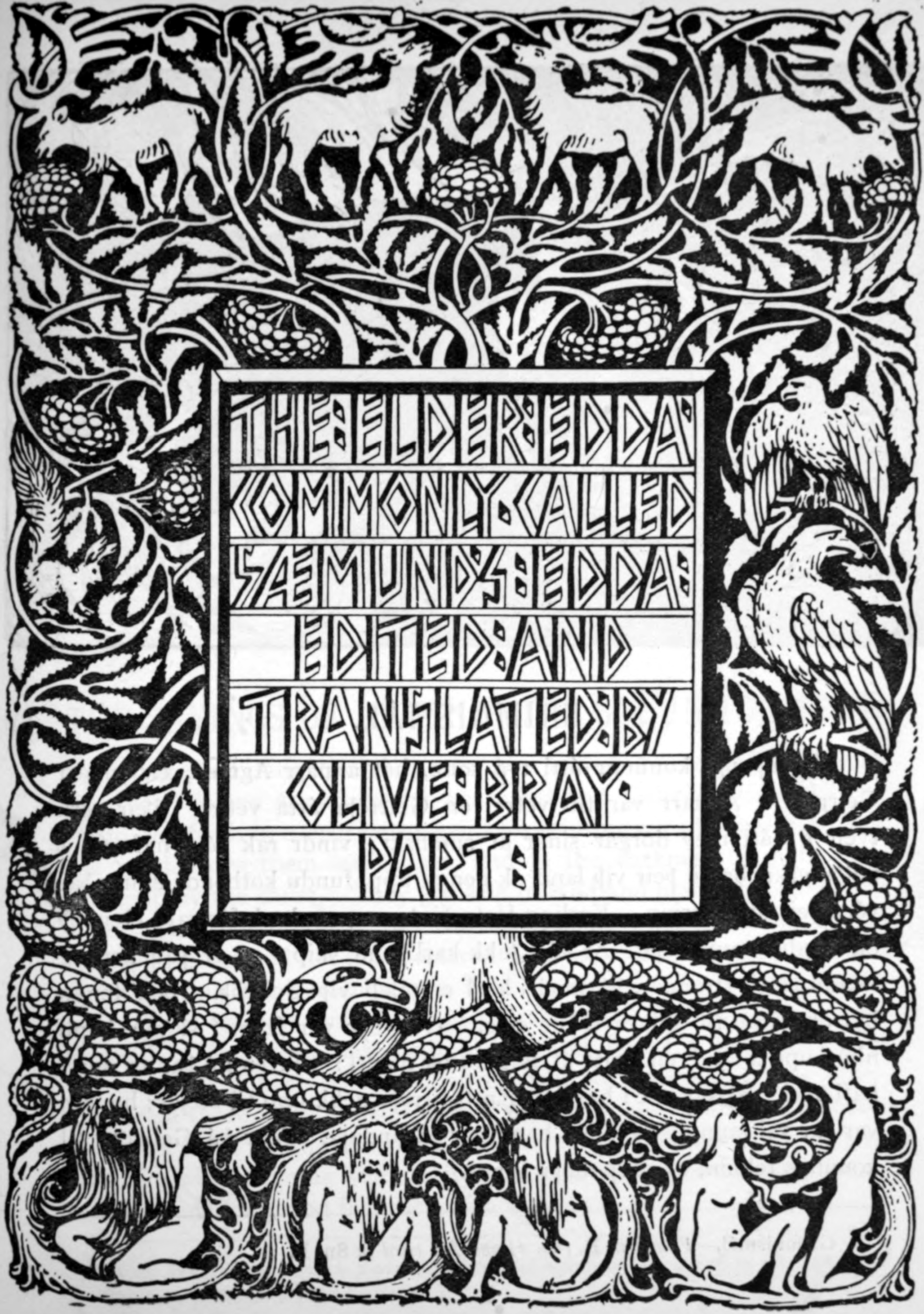

أشعار الإيدا هي تسمية حديثة لمجموعة غير مسماة من القصائد المجهولة النوردية القديمة، وهي تختلف عن نثر إيدا التي كتبها سنوري سترلسون. وتوجد عدة نسخ من هذه الأشعار ترجع جميعها  إلى نسخة من مخطوطة تعود إلى قرون الوسطى الأيسلندية وتعرف باسم أسفار الريجيوس. يمكن القول إن هذه الأسفار هي المصدر الذي خرجت منه الأساطير الإسكندنافية والأساطير البطولية الجرمانية. و كان لها تأثير قوي في الآداب الإسكندنافية  منذ أوائل القرن التاسع عشر، لا لقصصها فقط وإنما أيضًا لقوة البصيرة التي تنطوي عليها والجودة الدرامية للعديد من القصائد المتكوبة فيها. وقد أصبحت أيضًا نموذجًا ملهمًا, ، خاصةً للغات الشمالية، للعديد من الابتكارات اللاحقة في الأوزان الشعرية. وقد أثرت هذه الأشعار في عديد من الشعراء الذين اعترفوا شخصياً بدينهم إلى أسفار الريجيوس، كفيلهيلم إيكيلند وأوغست ستريندبيرغ وجيه آر آر تولكين وعزرا باوند وخورخي لويس بورخيس وكارين بوي.